# Voxelstein 3D
Voxelstein 3D (от англ. voxel — «воксел» и «Wolfenstein 3D») — свободная компьютерная игра в жанре шутер от первого лица, разработанная фанатами «Wolfenstein 3D» и выложенная в свободный доступ 19 апреля 2008 года в статусе бета-версии 0.1. Представляет собой попытку сделать ремейк «Wolfenstein 3D» 1992 года на воксельном движке Voxlap, разработанным Кеном Сильверманом, позволившим, в частности, полную разрушаемость единственного доступного уровня игры. На следующий день к игре вышло единственное обновление 0.101, ликвидирующее некоторые баги игры. После этого игра не обновлялась.
Помимо ресурсов игры и .EXE-файла, запускающего её, к игре прилагается аниматор, позволяющий рассмотреть в реальном времени и проиграть анимацию врагов и оружия в руке игрока (файла формата .anim), а также заархивированный в формате .zip первый эпизод «Wolfenstein 3D», распространявшийся по схеме «shareware» бесплатно одновременно с платной полной версией игры.
Отсылка к игре Wolfenstein 3D содержится в самом названии, Voxelstein 3D. Кроме того, обе игры имеют почти идентичные заставки (вначале — работа требуемых ресурсов компьютера, затем — рекомендуемый возраст игрока, затем — обложка, на которой главный герой выглядывает из-за угла коридора, по которому шагает рядовой вермахта).

## Игровой процесс
Игра представляет собой попытку ремейка родоначальника современных шутеров — игры Wolfenstein 3D. Разработчики попытались перенести сеттинг и антураж игры на новый движок. В частности, игра использует звуки и музыку оригинала. Отсылка к игре обыгрывается в названии самой игры Voxelstein 3D.
Игра состоит из всего одного небольшого уровня. Его целью является активация триггера, расположенного за пределами тюрьмы. В этом игроку могут помешать рассыпанные по всему уровню девять врагов. По ходу игры игрок может подбирать сокровища и различные предметы, а также рушить окружающее пространство.
Важнейшей частью геймплея являются воксели — небольшие кубики, у которых все грани залиты одинаковым сплошным цветом, из которых состоит не только весь уровень, но и враги, а также оружие игрока. Игрок может (и должен для прохождения игры) уничтожать воксели с помощью оружия. Нож и пистолет выбивают воксели по одному, пулемёт выбивает их в случайном порядке на небольшой территории в количестве выпущенных пуль, граната проделывает небольшую дыру, после чего её осколки случайным образом выбивают воксели на более далёком расстоянии, мина же выбивает все воксели в пределах какого-то расстояния, а затем оставляет круглые отверстия в объектах, расположенных неподалёку от места основного взрыва и которые не заслонены от мины. Большинство объектов рушится повоксельно. Воксель падает сам, если рядом с ним нет вокселей, соприкасающихся с какой-либо из его граней или ребром (это не относится к трупам врагов) — таким образом, в глухой стене нужно выбить 22 вокселя, чтобы упал находящийся в центре. Некоторые объекты рушатся от повреждения даже одного вокселя (в частности, дверь на втором этаже и бутылки). Это определяет и начало игры — в отличие от большинства подобных шутеров, игрок не должен дожидаться какого-либо скрипта, а сломать прутья решётки сам.
Игрок может выбивать воксели и из врагов — если достаточно долго воздействовать на труп каким-либо оружием, то труп может повоксельно разрушиться и исчезнуть вообще.
Теоретически игрок может разрушить почти всю карту уровня игры — однако всё же есть предметы, которые он не может разрушить. К ним относятся NPC, выключатели и прочие предметы.
По окончании игры игроку показывается статистика, показывающая, сколько врагов он убил (всего их девять), сколько вещей он подобрал (в их число входят фонарик, все боеприпасы и оружие, все сокровища, которые игрок может подобрать — всего их 30), сколько он поднял собственно сокровищ (за таковые считаются кресты и слитки — их 14) и сколько вокселей он разрушил (всего их 37 455 800).
По геймплею игру отчасти напоминает вышедший позднее (самая первая версия — через год, 10 мая 2009 года) «Minecraft» — в частности, в обеих играх весь мир поделён на кубы-воксели (в случае Voxelstein 3D) или полигоны с текстурой низкого разрешения (в случае «Minecraft»), разрушая которые, можно разрушить всю карту. Однако если в «Minecraft» не менее важной частью геймплея была установка взятых блоков-кубов, то в Voxelstein 3D, напротив, такое невозможно. К тому же в Voxelstein 3D все воксели, которые могут быть разрушены, рушатся с одного удара, между тем как в «Minecraft» такое возможно только в режиме «Творчество», а в остальных от одного удара рушатся лишь немногие блоки вроде цветков.
HUD игры упрощённый, по сравнению с многими другими играми того же жанра. В левом верхнем углу экрана показывается количество FPS в данную секунду. В левом нижнем показывается лицо Блажковича — оно служит как своеобразным индикатором различных событий (например, подъём сокровищ, пулемёта или патронов к нему), так и индикатором здоровья, ибо каких-либо процентных данных здоровья игра игроку не показывает. В правом нижнем углу показывается рисунок оружия, которым игрок пользуется в данный момент, а также количество боеприпасов для него (исключая нож).
Само оружие отображается на экране в виде воксельной модели. В отличие от большинства иных воксельных моделей игры, игрок не может их никоим образом разрушить. Моделями отображаются только нож, пистолет и пулемёт — моделей гранаты или мины в руках игрока нет. Вместо них игрок просто видит их рисунок на HUDе.
Количество носимых боеприпасов теоретически не ограничено ничем. Игрок может, пользуясь чит-кодами или иными обманными путями, скопить сколько угодно патронов, гранат и мин. Единственное ограничение игры в данном плане состоит в том, что большие числа просто не влезают на экран, и игрок не видит последние разряды такого числа (единицы, десятки и так далее).
Процесс прохождения игры не сохраняется в памяти компьютера. Все изменения в файлах игры, сделанные для регистрации прогресса прохождения игры на компьютере, автоматически удаляются после выхода из неё.
Игрок не получает каких-либо повреждений от падения. Он может прыгнуть с какой угодно высоты, данной на уровне, на самый нижний — однако его здоровье нисколько не убавится.
Если игрок всё же так или иначе умирает (от взрыва своей или чужой гранаты, своей мины, выстрела противника), экран на некоторое время краснеет, а затем вновь становится прежним. Лицо Блажковича на HUDе становится кровавым, и игрок не может совершать какие-либо действия. Однако музыка продолжает играть. Единственный способ сделать ещё одну попытку пройти уровень — выйти из игры и зайти в неё снова, начав её сначала.
В игре присутствует только однопользовательский режим, многопользовательский режим отсутствует.

## Сюжет
Сюжет игры абсолютно тот же, что и у первого эпизода «Wolfenstein 3D», и у первых миссий «Return to Castle Wolfenstein», и заключается в том, что главный герой должен сбежать из нацистской тюрьмы. Время действия игры разворачивается в годы Второй Мировой войны
В начале игры пленный главный герой оказывается в серой тюремной рубахе за решёткой. Главный герой ломает её и, ликвидировав рядовых и офицеров вермахта, выбирается из некого замка, превращённого нацистами в тюрьму для военнопленных и евреев.
Важным сюжетным отличием игры от Wolfenstein 3D является то, что игрок должен сам выбраться из камеры, равно как и получить пистолет. Если в Wolfenstein 3D он убивал перед началом игры немецкого солдата, зашедшего к нему в камеру, и брал у него пистолет, то в Voxelstein 3D охранник в камеру не заходит, и игрок должен сам сломать прутья решётки, равно как и взять пистолет с трупа офицера или солдата. Другим важным отличием является окончание побега. В Wolfenstein 3D игрок, бежавший навстречу стене с текстурой зелёного пейзажа, активировал триггер, оканчивающий эпизод, но при этом игрок оставался внутри замка. В Voxelstein 3D аналогичный триггер активируется уже на открытом пространстве — если быть точнее, в лесу, окружающем замок — ставшем возможном из-за использования более совершенного движка.

## Разработка
| Системные требования | Системные требования | Системные требования |
| -------------------- | --- | --- |
|                      | Рекомендации | |
| Windows              | | |
| ОС                   | Windows 95/98/ME/NT/2000/XP | Windows 95/98/ME/NT/2000/XP |
| ЦПУ                  | Расширения архитектуры x86 (3DNow! (серия Athlon), SSE, SSE2, MMX), Pentium III (P3+ или AnthXP+) или Pentium 4 — 500 MHz и более | Расширения архитектуры x86 (3DNow! (серия Athlon), SSE, SSE2, MMX), Pentium III (P3+ или AnthXP+) или Pentium 4 — 500 MHz и более |
| Дисплей              | SVGA/XGA-адаптер, разрешение 640×480 и более                                                                                      | SVGA/XGA-адаптер, разрешение 640×480 и более                                                                                      |
| Звуковая плата       | DirectX-совместимая (Direct 9.0c и выше)                                                                                          | DirectX-совместимая (Direct 9.0c и выше)                                                                                          |
| Устройства ввода     | клавиатура, компьютерная мышь | клавиатура, компьютерная мышь |

Движок игры, «Voxlap», был создан Кеном Сильверманом в сотрудничестве с Томом Добровольски в первой половине 2000-х годов. Его особенностью является отображение всех объектов вокселями (формат .KV6) — это позволило сильно упростить рендеринг окружающего пространства, так как для отображения вокселя в игре требуется лишь указание его месторасположения и цвет. Однако «Voxlap» не был первым движком Кена, поддерживающим воксели. Эту возможность он встроил в более известный «Build engine» 8 февраля 1996 года (формат .KVX) — уже после выхода «Duke Nukem 3D», поэтому она была использована в более поздних «Blood» и «Shadow Warrior». Лицензия движка разрешает использовать его бесплатно и без разрешения при создании бесплатных игр. Для создания коммерческих игр требуется лицензирование.
В разработке участвовали фанаты игры «Wolfenstein 3D». В «ReadMe» указаны их ники — основными разработчиками игры выступили некие hansk и apegomp — но настоящие имена их неизвестны. При создании игры они использовали данные из Wolfenstein 3D и Ken’s Labyrinth.
Бета-версия игры под номером 0,1 вышла 19 апреля 2008 года. Судя по датам последней правки файлов, самые первые из них были закончены 8 апреля того же года — либо разработка велась ударными темпами, либо файлы слишком часто и долго правились в течение разработки. На следующий день была выложена версия 0,101, исправлявшая некоторые баги и позволившая через файл config.ini изменять настройки клавиатуры. Нового контента не добавлялось. С тех пор игра никогда не обновлялась.

## Основные отличия отWolfenstein 3D
- В игре всего два вида противника — офицер и рядовой вермахта, в то время как в Wolfenstein 3D — 13, считая за один вид четырёх призраков «Pac-Man», различающихся лишь цветом и анимацией движения глаз и включая боссов. Соответственно, нет в Voxelstein 3D и боссов.
- Всё действие игры в Wolfenstein 3D происходит в помещениях — это связано с тем, что движок игры плохо рендерил открытые пространства, в результате чего враги могли в упор не видеть игрока, а некоторые спрайты попросту не показывались. В Voxelstein 3D можно выйти за пределы замка к лесу, чтобы окончить игру.
- В Wolfenstein 3D главный герой был единственным человеком-союзником — все остальные люди были врагами[п 4]. В Voxelstein 3D же есть NPC, которые, по крайней мере, на игрока не нападают — Кен и повар.
- Присутствует иной выбор оружия. В MS-DOS версии Wolfenstein 3D у игрока был нож, пистолет Walther P38[п 5][7], пистолет-пулемёт MP-40 и многоствольный пулемёт. В Voxelstein 3D у игрока также есть нож и многоствольный пулемёт, но пистолет Вальтера заменён на пистолет Люгера, MP-40 отсутствует, и добавлены Stielhandgranate 24 и C-4. Кроме того, пистолет и пулемёт используют разные патроны. Таким образом, в Voxelstein 3D присутствует 5 видов оружия против 4 в Wolfenstein 3D.
- Из-за использования воксельного движка появились возможности, недоступные в Wolfenstein 3D по причине геометрических ограничений движка — игрок может разрушать почти любые воксельные объекты, смотреть вверх-вниз, прыгать, менять своё положение относительно пола и так далее.
- Wolfenstein 3D использовал 27 музыкальных треков[8]. Из них Voxelstein 3D использует только два — «Searching For the Enemy» (в течение всего уровня и загрузки игры — в оригинале трек звучал звучал на E1M2) и «End of Level» (при окончании единственного уровня игры — в оригинале трек звучал при аналогичной ситуации). Новых треков не добавлялось.
- На всех текстурах свастика в Wolfenstein 3D обращена в правую сторону — как и на иной нацистской символике. В Voxelstein 3D на воксельных моделях она, напротив, всюду левосторонняя — за исключением случаев трёхмерного воплощения спрайтов Wolfenstein 3D или фотографий.
- Полностью изменена анимация лица Блажковича на HUDе. В Wolfenstein 3D на него отводилось 24 спрайта. 21 из них показывали здорового или раненного в различной степени игрока (по три спрайта на каждое положение — оно менялось при повышении/понижении числа HP на другой отрезок в 12,5 HP), один показывал мёртвого Блажковича, ещё один показывал улыбающегося Блажковича (эта картинка показывалась, если тот подбирал пулемёт — причём это изображение лица не зависело от полученных повреждений), а последняя, изображающая Блажковича, превратившегося в мутанта — также в случае смерти (в том случае, если его убивал Доктор Шаббс). В Voxelstein 3D их 29 — по 7 на каждый уровень здоровья (изменяющийся при понижении его до 75, 50, 25 HP) — три из них показывали смотрящего по сторонам Блажковича, два показывали улыбку Блажковича (когда он подбирал сокровища), один показывал его, стиснувшим зубы, при атаке ножом или пулемётом (подобная анимация была в «Doom»), а ещё один показывал его в тёмных очках (при подъёме пулемёта). Оставшийся спрайт показывал мёртвого Блажковича.
- Упрощён HUD. В Wolfenstein 3D он показывал уровень, на котором находится игрок, его очки, здоровье, найденные ключи, количество патронов, количество жизней, лицо самого Блажковича и выбранное оружие. В Voxelstein 3D показывается лишь лицо, оружие и количество патронов — здоровье не показывается, уровень всего один, ключей нет, системы очков и жизней нет.
- Отсутствует система Save/Load и игровое меню. Игра начинается сразу же после запуска, минуя какое-либо меню. Нажатие Esc вызывает не возвращение в меню, а выход из игры. В случае смерти единственная возможность начать игру снова — выйти из игры и запустить её заново. Кроме того, при использовании игры не перезаписывается ни один файл — все изменения автоматически удаляются.

## Движок игры
Игра использует движок «Voxlap», созданный Кеном Сильверманом в 2003 году.
Его особенностью является рендеринг вокселями вместо полигонов — это позволило достигнуть полной разрушаемости всего уровня и реалистичного отображения ранений врагов. Единственный уровень игры использует 37 455 800 вокселей — все из них игрок может уничтожить. Количество разрушенных вокселей отображается в статистике по окончании игры.

## Саундтрек
Саундтрек к игре целиком взят из игры «Wolfenstein 3D» — новых треков не писалось. В оригинальной игре присутствовало 27 музыкальных треков (включая два ремикса песни Хорста Весселя под названиями «Horst Wessel-Lied» и «Nazi Anthem»). Из них в игре используются всего два — «Searching for the Enemy» (в течение всего уровня и его загрузки — в оригинале звучала на E1M2) и «End of Level» (и в игре, и в оригинале звучала при окончании уровня). Оригинальная музыка была написана Бобби Принсем в формате MIDI.

## После выхода
Разработчики игры делали намёки на возможный выход полной версии. В частности, в блоге разработчиков делаются намёки на то, что история будет связана с Холокостом — согласно будущей истории игры, нацисты устроили его из-за начавшейся в 1939 году эпидемии СПИДа среди геев и евреев. В том же блоге неоднократно демонстрировались скриншоты будущей игры — в частности, ворота концлагеря с надписью «Arbeit macht frei», различные помещения и лес. Появлялись видео ещё трёх уровней (названных в блоге как «Castle Voxelstein», «Abandonedbunker» и «Hanz Krieg Platz». В комментариях под видео один из разработчиков сообщает, что разные материалы будут рушиться по-разному, но получить большее цветовое разрешение невозможно, поскольку движок не может содержать на уровне больше {\displaystyle 256^{3}=16777216} цветов вокселей (иными словами, движок не поддерживает разрешение выше TrueColor). Однако о намерении выпустить в скором времени новую версию игры разработчиками сообщено не было.

## Оценка и обзор критиков
| Сводный рейтинг | Сводный рейтинг |
| Агрегатор       | Оценка          |
| --------------- | --------------- |
| MobyRank        | 83/100          |

Из-за того, что игра фактически так и не вышла, её практически не оценивали серьёзные игровые журналы. Единственное издание, учтённое в «MobyRank» — чешский журнал «Freegame» — поставил игре 83 балла из 100 со словами «ещё одна игра в коллекции freeware-игр, которая может надоедать, но к которой можно приступить при наличии больших запасов терпения». Из минусов рецензент отметил необходимую для обнаружение секретов и выхода из-за решётки в самом начале игры монотонную долбёжку ножом вокселей препятствий.
Также игру рассматривал «Kanobu.ru». Оценку игровой журнал игре не выставил, но упомянул её в списке «лучших ремейков игровой классики».
Игра рассматривалась в четырнадцатой серии передачи «Без винта» (бывш. «От винта!»), которую вели авторы оригинальной передачи, от 27 мая 2008 года. Как выразились авторы передачи, «хотя эта игра — всего лишь эксперимент от Кена Сильвермана, по мотивам <…> „Wolfenstein 3D“, <…> перед нами воплощённый миф — игра с полностью разрушаемым окружением!» Подход к воксельному отображению графики был представлен ведущими как «шаг навстречу реализму <…> — мир „Voxelstein 3D“ в точности напоминает наш. Решительно всё можно сломать, нужно только терпение, упорство и какой-никакой инструмент». Из минусов рецензенты отметили высокие требования к компьютеру: «Несмотря на то, что картинка выглядит незатейливо, аппаратные требования у игры — дай Бог каждому! Чуть поменьше, чем у „Кризиса“. Один уровень состоит из тридцати семи миллионов вокселей — с их обсчитыванием справляются только видеокарты с приличным аппаратным ускорением».

## Комментарии
1. ↑  Возможно, из замка Вольфенштайн, как и в прошлых играх серии, но точно неизвестно.
2. ↑  Частично указаны в ReadMe, частично — на сайте движка Архивная копия от 27 мая 2012 на Wayback Machine, частично — на сайте «MobyGames» Архивная копия от 27 апреля 2014 на Wayback Machine, частично — на сайте «Freegames» Архивная копия от 27 апреля 2014 на Wayback Machine
3. ↑  Согласно «ReadMe».
4. ↑  Если не считать некого человека, показываемого после окончания «Spear of Destiny» и дающего Блажковичу следующую миссию — однако он не появлялся по ходу самой игры.
5. ↑  Он был заявлен в руководстве к игре Wolfenstein 3D
6. ↑  Согласно статистике после окончания уровня.
7. ↑  В реальности СПИД среди людей тогда ещё не был открыт. Преследования же евреев были вызваны совсем другой причиной — идеологией нацистов, согласно которой многие народы (не только евреи) были объявлены недочеловеками, недостойные для продолжения человеческого рода. Свою политику нацисты обосновывали принципом естественного отбора в природе — в ней среди животных выживали сильнейшие. Преследования же геев было распространено не только среди нацистов, но и среди правительств многих других стран вплоть до 1960-х годов (известный пример жертвы такой политики — Алан Тьюринг).